# Tháng Tư là lời nói dối của em (anime)
Tháng Tư là lời nói dối của em (Nhật: 四月は君の嘘 Hepburn: Shigatsu wa kimi no uso) là một loạt anime truyền hình thuộc thể loại chính kịch, lãng mạn, âm nhạc dựa trên ấn phẩm manga Lời nói dối tháng Tư của tác giả Arakawa Naoshi do Ishiguro Kyōhei đạo diễn. Phim sản xuất bởi xuởng A-1 Pictures và Aniplex phân phối. Kịch bản phim do Yoshioka Takao đảm nhận, Yukiko Aikei thiết kế nhân vật, đồng thời, chỉ đạo hoạt hình, ca khúc mở đầu trong nửa đầu của phim do ChouCho thể hiện, ca khúc mở đầu trong nửa sau đảm nhận bởi Kodama Saori, Satō Satomi và Kayano Ai chịu trách nhiệm bài hát chủ đề kết thúc, bên cạnh việc soạn nhạc phim do Yokoyama Masaru thực hiện. Bộ phim kể về thần đồng piano Arima Kōsei trở nên nổi tiếng với tư cách một nghệ sĩ nhí sau khi thống trị nhiều cuộc thi. Tuy nhiên, việc mẹ qua đời khiến anh không thể tiếp tục chơi piano. Hai năm sau, Kōsei gặp một cô gái tên là Miyazono Kaori — người đã giúp anh trở lại thế giới âm nhạc thông qua nhận xét âm nhạc nên được chơi tự do và không bị hạn chế.
Theo kế hoạch dự kiến, tác phẩm sẽ phát sóng trong 11 tập phim, tuy nhiên, do lo ngại nó sẽ không phải là một bản chuyển thể hoàn chỉnh từ phía nhà sản xuất Tateishi Kensuke thuộc Kodansha, Aniplex đã quyết định sẽ đẩy lên thành 22 tập phim. Ban đầu, biểu trưng tác phẩm có sự xuất hiện các yếu tố âm nhạc như ký hiệu khuông nhạc, Nawada Kouhei đã thay đổi thiết kế nhằm tránh việc khán giả nghĩ Tháng Tư là lời nói dối của em là một vở nhạc kịch. Quá trình sản xuất nghệ thuật của phim đã diễn ra với yêu cầu tuân thủ ba từ khóa "trong trẻo", "sống động" và "bật mí". Bởi Kaori dễ bị người xem hiểu nhầm là một nhân vật thô bạo, đội ngũ sản xuất trở nên cẩn thận trong việc xây dựng cô. Đạo diễn bộ phim đề nghị các nhân viên sản xuất tạo nên một tác phẩm liên kết với thế giới thực, vì vậy, hầu hết các phần quan trọng trong phim đều dựa trên những địa điểm có thật. Kịch bản anime chuyển thể không thay đổi nhiều so với manga nhằm đảm bảo bộ phim trung thành ấn phẩm nguyên tác.
Bộ phim phát sóng từ tháng 10 năm 2014 đến tháng 3 năm 2015 trên truyền hình Nhật Bản. Một OVA bổ sung đã ra mắt cùng với ấn bản đặc biệt của tập manga thứ 11. Aniplex đã phân phối Tháng Tư là lời nói dối của em dưới định dạng Blu-ray và DVD. Aniplex of America cấp phép bộ phim tại khu vực Bắc Mỹ. Tác phẩm đã bán ra 96.539 băng đĩa tại gia, xếp thứ 15 trên bảng xếp hạng của Oricon. Phim nhận nhiều đánh giá tích cực từ các nhà phê bình về phong cách, diễn biến, âm nhạc, tuyến nhân vật chính và phần hoạt họa. Bên cạnh đó, tác phẩm mang về một số giải thưởng cũng như đề cử, gồm đề cử "Sê-ri truyền hình" tại Liên hoan Giải thưởng Anime Tokyo, chiến thắng hạng mục "Anime truyền hình" tại Giải thưởng Sugoi Nhật Bản trong cùng năm 2016.

## Tổng quan

### Bối cảnh
Bối cảnh của Tháng Tư là lời nói dối của em hầu hết đều dựa trên những địa điểm có thật của khu đặc biệt Nerima, Tokyo thuộc tỉnh Tokyo, đồng thời cũng là nơi nữ chính Kaori sinh sống. Các khu vực nổi tiếng có thể kể đến gồm công viên Shakuji, sông Shakuji, bên cạnh bệnh viện Nerima Hikarigaoka. Bên cạnh đó, phim cũng có nhiều địa điểm hiếm hoi mà chỉ người dân địa phương biết. Nhiều con đường trong khu vực cũng xuất hiện trong tác phẩm như phân cảnh Kaori cùng nhân vật chính Kousei bất ngờ gặp nhau và trò chuyện.
Trung tâm Nerima Bunka là nguyễn mẫu của Towa Hall — nơi Kōsei và Kaori gặp nhau lần đầu tiên, đồng thời cũng là địa điểm quan trọng thường xuyên xuất hiện trong phim. Phân cảnh Kaori tìm kiếm con mèo đen nằm tại công viên Shakujii, cách Towa Hall 15 phút đi tàu. Trong các tập khác, địa điểm này cũng xuất hiện ở một số cảnh hồi tưởng của Tsubaki. Quán cà phê nơi Kaori buộc Kōsei chơi piano lấy cảm hứng từ La Primeur, mặc dù vậy, trên thực tế quán cà phê bao gồm lò sưởi thay vì nhạc cụ. Nơi Kaori sống cũng như cửa hàng cô ép Kōsei mua bánh canele cho mình — Patisserie Kamitani dựa trên tiệm bánh Kamitani. Trong phân cảnh cuối cùng của anime, nơi Kōsei đọc lá thư từ Kaori nằm ở giao lộ đường sắt đặt gần ga Kami-Shakujii.

### Nội dung
Thần đồng piano mười bốn tuổi Arima Kōsei trở nên nổi tiếng sau khi giành chiến thắng trong nhiều cuộc thi piano với độ chính xác vô song của mình, đồng thời, bị chế giễu là "máy đánh nhịp". Khi mẹ của anh ấy là Saki qua đời, Kōsei trở nên suy sụp tinh thần trong lúc đang biểu diễn tại một cuộc thi piano; điều này dẫn đến việc anh không thể nghe thấy tiếng đàn piano của mình, mặc dù thính giác của anh không bị ảnh hưởng.
Hai năm sau, Kōsei không còn chạm vào đàn piano và nhìn thế giới bằng màu đơn sắc. Anh không còn hứng thú với bất kỳ hoạt động nào và thường dành thời gian cho những người bạn của mình là Sawabe Tsubaki và Watari Ryōta. Trong một ngày tháng Tư, Kōsei gặp Kaori Miyazono – một nghệ sĩ vĩ cầm cùng tuổi, thông qua người bạn thời thơ ấu Tsubaki dưới tán hoa anh đào nở rộ. Khi Kaori tiếp tục vực dậy tinh thần của Kōsei, anh nhanh chóng nhận ra rằng mình yêu cô ấy, mặc dù cô dường như chỉ quan tâm đến Ryōta. Sau khi theo dõi màn trình diễn của Kaori tại một cuộc thi violin, cô đã giúp Kōsei quay trở lại với thế giới piano và cho anh thấy phong cách chơi đàn của anh có thể tự do và đột phá.
Kaori nhờ Tsubaki giúp cô kết thân với Ryōta nhằm có thể cộng tác cùng Kōsei. Kōsei nảy sinh tình cảm với Kaori, nhưng không thể bày tỏ tình cảm của mình trước mặt người bạn thân Ryōta. Tsubaki nhận ra Kōsei có tình cảm với Kaori, đồng thời, cô cũng nhận ra mình có tình cảm với anh, rồi trở nên buồn bã.
Trong một buổi biểu diễn, Kaori suy sụp và phải nhập viện, cô giải thích điều này là do cô bị thiếu máu và cần được kiểm tra định kỳ. Sau đó, cô mời Kōsei biểu diễn cùng cô tại một buổi dạ tiệc, nhưng cô lại không đến. Sức khỏe của cô dần xấu đi, đồng thời, cô trở nên chán nản. Kōsei chơi một bản song ca bên cạnh một học sinh tiểu học, điều này đã thúc đẩy Kaori thực hiện một cuộc phẫu thuật mạo hiểm và có khả năng gây chết người để cô có thể biểu diễn cùng Kōsei một lần nữa. Khi đang tham gia vòng chung kết của Cuộc thi piano miền Đông Nhật Bản, Kōsei nhìn thấy linh hồn của Kaori đồng hành cùng mình, anh nhận ra rằng cô đã chết trong cuộc phẫu thuật.
Tại đám tang cô ấy, cha mẹ Kaori đã đưa Kōsei một lá thư từ Kaori tiết lộ rằng cô đã biết trước về cái chết sắp xảy ra, cô mong muốn có được sự tự do trong âm nhạc và với chính bản thân cô, vì vậy cô sẽ không mang theo sự hối tiếc lên thiên đàng. Cô thừa nhận rằng cô đã yêu tiếng đàn piano của Kōsei kể từ khi xem anh ấy biểu diễn tại một buổi hòa nhạc khi cô 5 tuổi. Điều này truyền cảm hứng cho cô chơi vĩ cầm để một ngày nào đó cô có thể biểu diễn cùng anh. Kaori bịa đặt tình cảm của mình dành cho Ryōta để cô có thể đến gần Kōsei hơn mà không làm tổn thương Tsubaki – người dành tình cảm cho Kōsei. Cuối cùng, cô thú nhận tình yêu của mình dành cho anh. Tsubaki an ủi Kōsei và nói với anh rằng cô sẽ luôn ở bên cạnh anh. Kaori đồng thời cũng để lại một bức ảnh khi cô còn nhỏ và trở về sau buổi hòa nhạc đã truyền cảm hứng cho cô, bên cạnh Kōsei ở phía sau. Kōsei sau đó đã đóng khung bức ảnh này.
Mặc dù phần lớn diễn biến trong tác phẩm cơ bản bám sát nguyên tác, tuy nhiên, tập phim cuối có hai sự khác biệt rõ rệt:
- Trong phiên bản manga, linh hồn của Kaori xuất hiện trong hội trường và biểu diễn trước khán giả, nhưng trong phiên bản anime, Kōsei và Kaori bay đến một thế giới khác và biểu diễn cùng nhau.
- Xuất hiện những lời thoại của khán giả, nhân viên ở hậu trường và Emi trong nguyên tác, nhưng đối với anime chuyển thể, tất cả các lời thoại khác ngoài lời độc thoại của Kōsei đều bị cắt.

### Nhân vật
| Nhân vật                     | Lồng tiếng    | Nghệ sĩ mẫu    |
| ---------------------------- | ------------- | -------------- |
| Arima Kōsei (有馬 公生)      | Hanae Natsuki | Sakata Tomoki  |
| Miyazono Kaori (宮園 かをり) | Taneda Risa   | Yūna Shinohara |
| Sawabe Tsubaki (澤部 椿)     | Sakura Ayane  | —              |
| Watari Ryōta (渡 亮太)       | Ōsaka Ryōta   | —              |
| Aiza Takeshi (相座 武士)     | Kaji Yūki     | —              |
| Igawa Emi (井川 絵見)        | Hayami Saori  | —              |
| Aiza Nagi (相座 凪)          | Kayano Ai     | —              |
| Arima Saki (有馬 早希)       | Noto Mamiko   | —              |
| Seto Hiroko (瀬戸 紘子)      | Sonozaki Mie  | —              |

#### Nhân vật chính
- Arima Kōsei (有馬 公生)

Một thần đồng piano, đồng thời là nghệ sĩ trẻ nhất giành chiến thắng tại cuộc thi Saki, mặc dù vậy, anh đã từ bỏ sự nghiệp âm nhạc sau cái chết của mẹ mình. Kousei cảm thấy tội lỗi về những lời cuối cùng của mình với mẹ anh cũng như luôn ám ảnh về bà, dẫn đến anh không thể nghe thấy âm thanh do chính mình chơi. Anh đã sống hai năm không piano, nhìn thế giới qua hai màu đen trắng, tuy nhiên, điều này đã thay đổi sau lần đầu tiên anh gặp Miyazono Kaori, cô giúp anh lấy lại sự tự tin và thuyết phục anh biểu diễn trở lại.
- Miyazono Kaori (宮園 かをり)

Một nghệ sĩ vĩ cầm với tinh cách tự do phản ánh trong phong cách biểu diễn của cô. Các nhà chuyên môn trong phim đánh giá cô là một người chơi vĩ cầm cẩu thả từ quan điểm kỹ thuật khi cô không biểu diễn tuân theo nhạc phổ, trái ngược, khán giả lại cho rằng Kaori là một nghệ sĩ vĩ cầm tuyệt vời. Khi Kaori năm tuổi, lớp piano của cô đã dự một buổi biểu diễn âm nhạc, đó cũng lần đầu tiên cô gặp Kōsei. Ban đầu, cô tham gia âm nhạc với mong muốn trở thành một nghệ sĩ piano, tuy nhiên sau đó, cô quyết định chuyển hướng sang nghệ sĩ vĩ cầm để có thể chơi cùng Kōsei. Những ngày cuối cùng trước khi qua đời, cô đã viết một lá thư vĩnh biệt dành cho Kōsei tiết lộ về bí mật của cô.

#### Nhân vật phụ
- Sawabe Tsubaki (澤部 椿)

Nhân vật phụ của phim cũng như bạn thời thơ ấu của Kōsei. Cô luôn đến các buổi biểu diễn và cổ vũ anh. Khi còn nhỏ, Tsubaki thường gọi Kōsei ra ngoài chơi nhưng do thời gian luyện tập của anh cùng mẹ nên ít khi cô có thể chơi cùng. Ở bên Kousei một thời gian dài, Tsubaki dần đảm nhận vai trò "chị gái", trong khi Kōsei là "em trai vô dụng mà cô ấy phải chăm sóc". Cô là một người yêu thích thể thao, cô đã tham gia đội bóng chày ở cả trường sơ trung và cao trung cùng với senpai của mình khi anh còn học cùng cô.
- Watari Ryōta (渡 亮太)

Ryōta là bạn thời thơ ấu của Kōsei và Tsubaki, đồng thời là đội trưởng đội bóng đá của trường nằm trong tuyến nhân vật phụ. Anh rất nổi tiếng với các cô gái, bên cạnh biểu lộ thái độ phủ phiếm. Mặc dù vậy, thỉnh thoảng anh cũng có cái nhìn sâu sắc và đưa ra lời khuyên có ích. Khi Tsubaki lần đầu giới thiệu anh với Miyazono Kaori, anh đã ngay lập tức say mê cô, tuy nhiên, dù Kōsei nói với Ryōta về tình cảm của mình dành cho Kaori, anh vẫn chấp nhận điều này và khuyên nhủ Kōsei.

## Sản xuất

### Kế hoạch ban đầu
Fuji TV đã công bố kế hoạch sản xuất anime truyền hình chuyển thể loạt manga Lời nói dối tháng Tư tại sự kiện Line Up 2014, đồng thời sẽ ra mắt phim vào tháng 10 và phát hành trong nửa năm. Đây là tác phẩm anime truyền hình đầu tiên Ishiguro Kyōhei chỉ đạo, trước đó ông tham gia sản xuất với vai trò đạo diễn tập phim Hội pháp sư và Psycho-Pass. Yoshioka Takao – người thường biết đến với tác phẩm High School DxD đảm nhận kịch bản phim. Aikei Yukiko, từng tham gia sản xuất anime truyền hình Accel World phụ trách vai trò thiết kế nhân vật cũng như giám đốc hoạt họa.
Nhà sản xuất Shunsuke Saito của Aniplex biết đến nguyên tác vào tháng 2 năm 2012 khi đội ngũ biên tập Kodansha gửi cho ông ấn phẩm. Ông nghĩ rằng nếu chuyển thể thành anime, yếu tố âm nhạc sẽ rất thú vị. Vào khoảng thời điểm xuất bản tập thứ ba loạt manga, Saitō đã xin phép Tateishi Kensuke (Kodansha) để chuyển thể bộ truyện thành anime truyền hình gồm mười một tập. Tuy nhiên, Tateishi không đồng ý vì nghĩ rằng bộ phim sẽ không đủ trọn vẹn. Sau đó, Saitō đã đề xuất làm 22 tập và được Tateishi chấp thuận. Đội ngũ sản xuất đã cùng thảo luận để biến bộ phim thành một tác phẩm anime mà không làm mất đi tính đa dạng của nguyên tác, thông qua việc thêu dệt đúng các đặc điểm tính cách học sinh sơ trung.

### Thiết kế

#### Biểu trưng

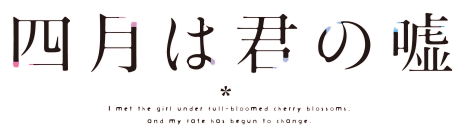
Biểu trưng tác phẩm tại thị trường Nhật Bản

Nhà sản xuất Shunsuke Saito đã ghé thăm văn phòng của nhà thiết kế đồ họa Nawada Kouhei để mời ông tham gia dự án anime. Ông đã mang theo cuốn Lời nói dối tháng Tư để giới thiệu cho Nawada. Nawada Kouhei đã đồng ý phụ trách thiết kế biểu trưng anime, dù ban đầu còn do dự.
Ban đầu, Nawada Kouhei có ý định thiết kế biểu trưng mang yếu tố âm nhạc, ví dụ như ký hiệu khuông nhạc. Tuy nhiên, khi đạo diễn Ishiguro thảo luận với Nawada rằng ông không muốn người xem coi tác phẩm là vở nhạc kịch, Nawada đã đi theo một hướng khác. Ông lựa chọn một kiểu chữ nói lên “Đây là nó.” Sau khi đọc và tưởng tượng tác phẩm, ông liên tưởng đến kiểu chữ giòn, với kanji là "Hiragino", kana là "36 điểm của Yūchiku", "Hiragino" chứa khung xương cứng.
Nawada yêu cầu đạo diễn không để những mảng miếng của biểu trưng xuất hiện đồng loạt, thay vào đó ông muốn phần văn bản xuất hiện trước và tiếp đến là phần màu. Về thiết kế bao bì băng đĩa, ông muốn tập trung vào hình ảnh của âm nhạc cổ điển hơn là cảm giác của tuổi trẻ. Tuy nhiên, ông muốn tránh lạm dụng nó và tạo ấn tượng sang trọng.

#### Nhân vật
Để tạo ra cảm giác thực tế cho nhân vật, Yukiko đã theo sát thiết kế gốc của Arakawa Naoshi, với nét mặt và diễn xuất mang tính chân thực và sức thuyết phục. Bà chỉ điều chỉnh kích thước của mắt và một số chi tiết nhỏ để phù hợp với phong cách của đạo diễn Ishiguro. Trong quá trình thiết kế, bà đã thường xuyên xin ý kiến của Shinkawa và Ishiguro, luôn tập trung khi sửa đổi.
Trong giai đoạn đầu của quá trình thiết kế, Arakawa yêu cầu Yukiko Aikei vẽ Arima Kōsei dưới hình ảnh của một cậu bé. Kōsei mang đặc điểm phong cách riêng, do đó, Yukiko đã cân nhắc đến tính trẻ trung khi tạo hình, tránh mô phỏng hình ảnh "nghiêm túc và đeo kính" một cách cố ý.  Tuy nhiên, việc thể hiện biểu cảm khuôn mặt của anh cũng không dễ dàng, bởi Kōsei có "những thay đổi tinh tế không thể hiện cảm xúc trên khuôn mặt". Nhà sản xuất và đạo diễn đã bày tỏ ý muốn Yukiko thể hiện tính dễ thương cho Kaori, vì họ lo ngại rằng hành động của cô có thể gây người xem hiểu lầm. Để ngăn nhân vật nữ chính trở nên quá thô bạo, Ishiguro đã đề xuất Yukiko phác họa một bức tranh của nhân vật sao cho khán giả có thể thông cảm và tha thứ, ngay cả khi cô có vẻ hơi kiêu căng. Vì Tsubaki luôn “cởi mở về cảm xúc”, nên Yukiko Aikei không gặp nhiều khó khăn khi thiết kế cô. Bà muốn tạo ra một hình ảnh tự nhiên và đa dạng về biểu cảm cho Tsubaki. Yukiko muốn thiết kế Wataru thật đẹp trai, bởi anh có vẻ ngoài và tính cách tuyệt vời, khiến người  phải ngưỡng mộ. Tuy nhiên, bà không quen với việc phác họa nam giới, nên các đường nét của Wataru có phần mảnh khảnh.
Ishiguro muốn biết ý kiến của Yukiko về việc bỏ gag face khỏi bộ phim. Tuy nhiên, khi Yukiko thử cắt bớt những cảnh gag face, bộ phim trở nên u ám và nặng nề. Vì vậy, để duy trì sự hài hòa trong bộ phim, đội nghũ sản xuất quyết định giữ lại gag face. Bên cạnh đó, bà cũng phác họa những cảnh ký ức buồn bã của Kōsei một cách nghiêm trọng. Mẹ của Kōsei tuy xuất hiện trong nguyên tác, nhưng bà phải đứng dưới trướng "một thực thể bí ẩn". Yukiko đã vẽ phần gáy của bà để tạo ra sự sợ hãi cho người xem.
Trong quá trình tạo hình cho buổi biểu diễn, Yukiko kiểm tra các bản vẽ gốc trước, sau đó điều chỉnh khuôn mặt và dáng vẻ của nhân vật. Bằng cách này, bà mong muốn tạo ra những biểu cảm độc đáo, thường không xuất hiện trong cuộc sống hàng ngày, nhưng lại rất chân thực khi thể hiện qua diễn xuất của nhân vật. Khi hoàn thiện tất cả các hình ảnh động, Yukiko sử dụng khoảng 4 đến 5 cm giấy gốc và giấy phim cho mỗi lần cắt. Bà tưởng rằng số lượng cắt cảnh tác phẩm mà đội ngũ sản xuất gửi cho bà là rất lớn, nhưng trên thực tế chỉ vỏn vẹn hai bản.

### Hoạt họa
Sau khi thống nhất concept, đội ngũ sản xuất bắt đầu vẽ hai key visual đồng thời. Nhà sản xuất hoạt họa Fukushima Yuuichi và đạo diễn trao đổi về cách làm tương phản các màu sắc. Ông muốn key visual đầu tiên gây ấn tượng với khán giả khi công bố.
Fukushima khen ngợi đạo diễn Ishiguro về khả năng ứng dụng công nghệ kỹ thuật số và sử dụng CGI hiệu quả trong bộ phim. Với nền tảng làm đạo diễn sản xuất, Ishiguro chú trọng đến quá trình làm hoạt họa. Ông đã lên kịch bản và kế hoạch cho cảnh biểu diễn trong tập 2. Theo đó, họa sĩ Kazuyuki Asaga vẽ các frame chính và Ishiguro vẽ phác thảo cho phân đoạn biểu diễn. Đội ngũ đã kết hợp các chuyển động của nhân vật, mồ hôi và tóc để tạo hiệu ứng sinh động. Ishiguro cho rằng đây là một phân đoạn hoàn hảo giữa sự chỉ đạo của ông và bản vẽ của Asaga.

### Nghệ thuật

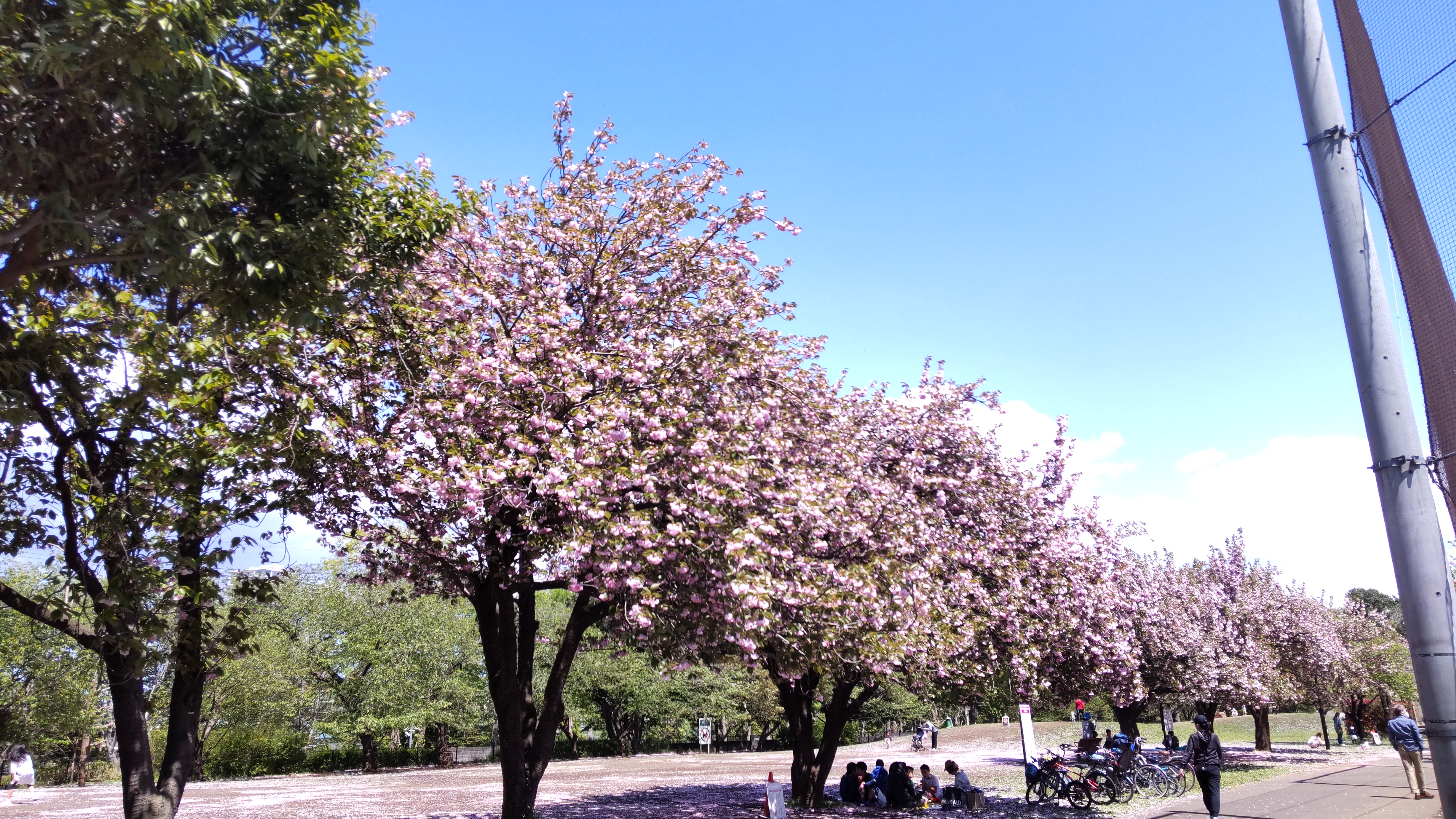
Công viên Shakujii — địa điểm có thật xuất hiện trong phim

Để tạo ra một tác phẩm gắn kết với thế giới thực, đạo diễn Ishiguro đã yêu cầu đạo diễn nghệ thuật Usui Hisayo chụp ảnh các địa điểm liên quan đến cốt truyện phim. Những bức ảnh này không chỉ là tư liệu cho bà mà còn cho cả đội ngũ sản xuất, vì vậy bà đã chụp khung cảnh xung quanh một cách bằng phẳng nhằm không cần thêm phối cảnh. Ngoài ra, bà cũng quan tâm đến kết cấu của sàn nhà, thảm và độ bóng, bên cạnh việc chụp các bức ảnh về những đặc điểm nổi bật như hình dạng của tay nắm cửa, hình dạng của các cánh cửa trong sảnh, hình dạng của những chiếc ghế,...
Usui ban đầu nghĩ bộ phim sẽ giống anime Hōrō Musuko. Tuy nhiên, đạo diễn cho rằng vì câu chuyện ngày càng trở nên nặng nề, ông muốn bộ thay đổi hướng đi đột ngột, lật ngược hoàn toàn để mang lại sự sống động cũng như nổi bật. Ông cũng nhấn mạnh ba từ khóa "trong trẻo", "sống động" và "bật mí", vì vậy bà đã ghi nhớ ba từ khóa này và bắt đầu phác họa.
Usui sử dụng màu hồng cá hồi của hoa anh đào để tạo lối kết hợp "pop" với bầu trời xanh nhạt. Thay vì kết hợp các màu giống nhau, bà xây dựng mỗi "điểm nhấn" bằng mỗi mảng màu khác nhau, cũng như chọn lựa phụ kiện mang màu sắc “pop”. Bà muốn những bức tranh của mình thể hiện cảm xúc một cách tự nhiên cho người xem, nên bà làm cho các phần đơn điệu trong phim càng đơn điệu hơn, còn những phân cảnh hồi tưởng của Kōsei thì tối và không có nét đồ họa.

### Kịch bản
Các nhân viên sản xuất đã đến gặp Arakawa Naoshi nhiều lần để thảo luận về việc chuyển thể nhằm đảm bảo tác phẩm sẽ trung thành với manga, nhưng cũng yêu cầu một số sự tự do để biến manga trở thành phim truyền hình dài tập. Vì vậy, nội dung phim không thay đổi nhiều so với nguyên tác; Yoshioka Takao chỉ tinh chỉnh để phù hợp với quy mô (thời lượng) phát sóng 20 phút. Trong manga, các phân cảnh hình ảnh xuất hiện dồn dập lấn át các cảnh biểu diễn, nhưng điều này là không được phép đối với anime, dẫn đến đội ngũ sản xuất phải thay đổi cách thể hiện hoạt họa trong phim, buộc ông sắp xếp lại những cảnh hình ảnh. Khi thiết kế cảnh hình ảnh thay đổi đột ngộ, ông lo lắng về những gì sẽ xảy ra. Tuy nhiên, cuối cùng, chính đạo diễn mới là người sản xuất phần hình ảnh. Trong quá trình sắp xếp kịch bản để gửi cho đạo diễn, ông nhìn thấy cảnh hình ảnh hoàn chỉnh, đồng thời nghĩ rằng đây sẽ là cứu cánh trong tương lai của bộ phim. Những cảnh nghiêm túc được đưa vào đã khiến bộ phim nên nặng nề. Nhưng cảnh gag đã làm màn ảnh sáng hơn bởi ông cho rằng đó sẽ là thói quen hàng ngày của những đứa trẻ ở độ tuổi đó.
Đội ngũ sản xuất ban đầu cố gắng lồng ghép hai tập của manga vào một tập của anime. Vì vậy, biên tập viên Yamano Shiro đã đưa tập đầu tiên và thứ hai của nguyên tác vào tập đầu tiên anime truyền hình. Khi ông thử, ông có cảm giác rằng sẽ rất chật chội trong khi đội ngũ muốn thể hiện một cách thoải mái. Với phương pháp hoạt họa thời điểm sản xuất, việc nhồi nhét nhiều vào tập đầu tiên là có thể, nhưng ông đã yêu cầu phần kịch bản phải đảm bảo cuộc gặp gỡ trong tập đầu tiên thật thư thái với sự đồng tình từ nhà sản xuất Fukushima.
Kaori là một cô gái mạnh mẽ, nếu cô mắc một lỗi nào đó, có khả năng sẽ người xem nghĩ Kaori là một cô gái khó ưa. Vì vậy, Yoshioka trở nên cẩn thận trong phần kịch bản có sự xuất hiện của cô. Ông đã thay đổi một chút sắc thái trong cuộc đối thoại để tăng thêm sự nhẹ nhàng và điều chỉnh cho phù hợp, ví dụ trong đoạn đầu, ông không biết Kaori đang cầm gì, vậy nên ông cần thực hiện một số điều chỉnh ở tác phẩm.

## Âm nhạc
Nhà soạn nhạc Yokoyama Masaru muốn sáng tác những bài hát xoay quanh piano và violon. Trong khi đó, đạo diễn Ishiguro muốn cảm giác trong suốt và cảm giác hiện đại, ông đã diễn giải lời đề nghị của đạo diễn để biến bản nhạc trở thành "cảm giác trẻ trung và đại chúng". Đạo diễn âm thanh Aketagawa Jin đã cố gắng kiểm soát tác phẩm để Yokoyama có thể lạc quan khi ông bị kéo vào khía cạnh tình cảm của tác phẩm gốc. Khoảng 80% bản nhạc trong phim là tất cả về những điều khó khăn, và 20% còn lại là tỏa sáng trên sân khấu. Trong quá trình sáng tác, ông đã sử dụng đàn kalimba vì âm thanh từ đàn kalimba tương tự như âm thanh của piano sau khi nhờ một nhà sản xuất nhạc cụ làm cho ông. Kalimba là một nhạc cụ có âm thanh trong trẻo nên rất hữu ích để xây dựng chủ đề chính.
Trong giai đoạn lập kế hoạch, nhà sản xuất Saitô Shunsuke tin rằng chìa khóa thành công hay thất bại của phim sẽ nằm ở cách đội ngũ sản xuất thể hiện âm nhạc cổ điển và mức độ hoàn thiện của quá trình sản xuất phim. Saitô đã tham khảo ý kiến của Nippon Epic Records và giao cho nhóm nhạc của tác phẩm Nodame Cantabile thực hiện phần nhạc cổ điển trong phim. Diễn xuất của từng nhân vật trong phim do nghệ sĩ đảm nhận để phù hợp với bối cảnh, ví dụ Sakata Tomoki đảm nhận Kōsei và Yūna Shinohara đảm nhận Kaori. Ishiguro sẽ hướng dẫn họ trước khi biểu diễn, yêu cầu họ sử dụng âm nhạc để thể hiện tâm trạng của từng phân cảnh. Ông cũng sử dụng nhiều máy quay để ghi lại màn trình diễn của họ và đưa các video này đến nhân viên sản xuất để tham khảo cho bản vẽ.
Đối với bài hát chủ đề, Ishiguro hy vọng rằng bộ phim sẽ thu hút những người không thường xem anime, vì vậy ông đã chọn Goose house và wacci để lần lượt đảm nhận các bài hát mở đầu và kết thúc của nửa đầu. Ishiguro đồng thời mong muốn ca khúc chủ đề trong nửa sau sẽ có "giai điệu đầy màu sắc" nhằm phù hợp với chủ đề loạt anime nên ông đã chọn Coalamode. là nhóm nhạc thể hiện. Bài hát chủ đề mở đầu đầu tiên là "Hikaru Nara" (光るなら lit. Nếu cậu tỏa sáng) của Goose House, bên cạnh bài hát kết thúc "Kirameki" (キラメキ lit. Lấp lánh) bởi Wacci, cả hai xuất hiện từ tập 1 đến tập 11. Bài hát mở đầu thứ hai là "Nanairo Shinfonī" (七色シンフォニー lit. "Bản giao hưởng bảy màu") sáng tác bởi nhóm nhạc Coalamode và bài hát kết thúc thứ hai là "Orenji" (オレンジ lit. "Sắc cam") do 7!! đảm nhận, đội ngũ sản xuất sử dụng hai ca khúc từ tập 12 đến 22.
CD soundtrack gồm các bản nhạc cổ điển "Shigatsu wa Kimi no Uso Boku to Kimi to no Ongakuchou" ra mắt trên nền tảng số và qua đinh dạng băng đĩa vào ngày 19 tháng 11 năm 2014. Trong khi đó, album original soundtrack chính thức ra mắt vào ngày 21 tháng 1 năm 2015.
| Disc 1           | Disc 1 | Disc 1           | Disc 1     |
| STT              | Nhan đề | Phổ nhạc         | Thời lượng |
| ---------------- | --- | ---------------- | ---------- |
| 1.               | "Kimi wa Wasurerareru no" (tiếng Nhật: 君は忘れられるの)                                                       | Yokoyama Masaru  | 1:34       |
| 2.               | "Shigatsu wa Kimi no Uso" (tiếng Nhật: 四月は君の嘘)                                                           | Yokoyama Masaru  | 1:45       |
| 3.               | "Shikai ga Akai!?" (tiếng Nhật: 視界が紅い!?)                                                                  | Yokoyama Masaru  | 1:39       |
| 4.               | "Yuuguredoki no Gekou" (tiếng Nhật: 夕暮れ時の下校)                                                            | Yokoyama Masaru  | 1:39       |
| 5.               | "Watashi no Uso ~Piano Solo~" (tiếng Nhật: 私の嘘 ～Piano Solo)                                                | Yokoyama Masaru  | 3:10       |
| 6.               | "Haha no Yume" (tiếng Nhật: 母の夢)                                                                            | Yokoyama Masaru  | 1:43       |
| 7.               | "Yurusumaji Tousatsuma" (tiếng Nhật: ゆるすまじ盗撮魔)                                                         | Yokoyama Masaru  | 1:38       |
| 8.               | "Onna Doushi no Kawaii" (tiếng Nhật: 女同士の“かわいい”)                                                       | Yokoyama Masaru  | 1:36       |
| 9.               | "Watashi, Violinist na no" (tiếng Nhật: 私、ヴァイオリニストなの)                                              | Yokoyama Masaru  | 1:59       |
| 10.              | "For you ~Tsuki no Hikari ga Furisosogu Terrace~" (tiếng Nhật: For you ～月の光が降り注ぐテラス)               | Yokoyama Masaru  | 5:54       |
| 11.              | "Kanojo wa Utsukushii" (tiếng Nhật: 彼女は美しい)                                                              | Yokoyama Masaru  | 1:47       |
| 12.              | "Kyou no Koto wa Wasurerarenai yo" (tiếng Nhật: 今日のことは忘れられないよ)                                    | Yokoyama Masaru  | 2:19       |
| 13.              | "Maru de Eiga no One Scene no you ni" (tiếng Nhật: まるで映画のワンシーンのように)                             | Yokoyama Masaru  | 1:58       |
| 14.              | "Haru no Kaori" (tiếng Nhật: 春の香り)                                                                         | Yokoyama Masaru  | 2:19       |
| 15.              | "Kimi wa Haru no Naka ni Iru" (tiếng Nhật: 君は春の中にいる)                                                   | Yokoyama Masaru  | 1:50       |
| 16.              | "Bouryoku Joutou" (tiếng Nhật: 暴力上等)                                                                       | Yokoyama Masaru  | 2:07       |
| 17.              | "Kouiu Kimochi wo Nante Itta Kana" (tiếng Nhật: こういう気持ちを何て言ったかな)                                | Yokoyama Masaru  | 2:22       |
| 18.              | "Yuujin A-kun wo Watashi no Bansousha ni Ninmei Shimasu" (tiếng Nhật: 友人A君を私の伴奏者に任命します)         | Yokoyama Masaru  | 2:26       |
| 19.              | "Otonashiku Bansoushiro!!!" (tiếng Nhật: おとなしく伴奏しろー!!!)                                              | Yokoyama Masaru  | 1:39       |
| 20.              | "Bansou Bansou Bansou Bansou" (tiếng Nhật: バンソウバンソウバンソウバンソウ)                                   | Yokoyama Masaru  | 1:48       |
| 21.              | "Otouto Mitai na Sonzai ~Piano Solo~" (tiếng Nhật: 弟みたいな存在 ～Piano Solo)                                | Yokoyama Masaru  | 1:37       |
| 22.              | "Kurai Umi no Soko" (tiếng Nhật: 暗い海の底)                                                                   | Yokoyama Masaru  | 1:46       |
| 23.              | "Kujikesou ni Naru Watashi wo Sasaete Kudasai" (tiếng Nhật: 挫けそうになる私を支えてください)                  | Yokoyama Masaru  | 2:12       |
| 24.              | "Boku no Sunde Iru Machi wa Colorful ni Irozuite Iru" (tiếng Nhật: ぼくの住んでいる街はカラフルに色付いている) | Yokoyama Masaru  | 1:42       |
| 25.              | "My Truth ~Rondo Capriccioso~" (tiếng Nhật: My Truth ～ロンド・カプリチオーソ)                                 | ENA              | 5:12       |
| 26.              | "Again" (tiếng Nhật: アゲイン)                                                                                 | Yokoyama Masaru  | 2:31       |
| 27.              | "Natsu no Hizashi" (tiếng Nhật: 夏の日差し)                                                                    | Yokoyama Masaru  | 1:47       |
| 28.              | "Kisetsu ga Kawaru" (tiếng Nhật: 季節が変わる)                                                                 | Yokoyama Masaru  | 2:17       |
| 29.              | "Suimen" (tiếng Nhật: 水面)                                                                                    | Yokoyama Masaru  | 1:57       |
| 30.              | "Uso to Honto" (tiếng Nhật: ウソとホント)                                                                      | Yokoyama Masaru  | 2:53       |
| 31.              | "Kimi ga Iru" (tiếng Nhật: 君がいる)                                                                           | Yokoyama Masaru  | 2:26       |
| 32.              | "Omotta Yori Ookii na" (tiếng Nhật: 思ったより大きいな)                                                        | Yokoyama Masaru  | 1:35       |
| 33.              | "Yuujin A ~Piano Solo~" (tiếng Nhật: 友人A ～Piano Solo)                                                       | Yokoyama Masaru  | 1:43       |
| Tổng thời lượng: | Tổng thời lượng:                                                                                               | Tổng thời lượng: | 72:51      |

| Disc 2           | Disc 2                                                                                              | Disc 2           | Disc 2     |
| STT              | Nhan đề                                                                                             | Phổ nhạc         | Thời lượng |
| ---------------- | --------------------------------------------------------------------------------------------------- | ---------------- | ---------- |
| 1.               | "Have a strong will ~Kogarashi~" (tiếng Nhật: Have a strong will ～木枯らし)                        | ENA              | 4:37       |
| 2.               | "Nande Tokuige Nanda" (tiếng Nhật: なんで得意気なんだ?)                                             | Yokoyama Masaru  | 1:30       |
| 3.               | "Chelsea" (tiếng Nhật: チェルシー)                                                                  | Yokoyama Masaru  | 1:53       |
| 4.               | "Minna Kowai yo" (tiếng Nhật: みんな怖いよ)                                                         | Yokoyama Masaru  | 1:47       |
| 5.               | "Tokutouseki" (tiếng Nhật: 特等席)                                                                  | Yokoyama Masaru  | 2:03       |
| 6.               | "Kousei wa Tensai da yo!" (tiếng Nhật: りんご飴)                                                    | Yokoyama Masaru  | 2:11       |
| 7.               | "Wakariyasui Yatsu" (tiếng Nhật: 分かりやすいヤツ)                                                  | Yokoyama Masaru  | 1:36       |
| 8.               | "Kyaaaaa" (tiếng Nhật: きゃああああ)                                                                | Yokoyama Masaru  | 1:31       |
| 9.               | "Hiccho" (tiếng Nhật: ひっちょ)                                                                     | Yokoyama Masaru  | 1:40       |
| 10.              | "Hibike" (tiếng Nhật: 響け)                                                                         | Yokoyama Masaru  | 1:54       |
| 11.              | "Otouto Mitai na Sonzai" (tiếng Nhật: 弟みたいな存在)                                               | Yokoyama Masaru  | 2:35       |
| 12.              | "Colorful ni Irozuki Hajimeta Sekai" (tiếng Nhật: カラフルに色付きはじめた世界)                     | Yokoyama Masaru  | 2:02       |
| 13.              | "Shigatsu wa Kimi no Uso ~Piano Solo~" (tiếng Nhật: 四月は君の嘘 ～Piano Solo)                      | Yokoyama Masaru  | 2:00       |
| 14.              | "Kaasan to no Omoide" (tiếng Nhật: 母さんとの想い出)                                                | Yokoyama Masaru  | 1:53       |
| 15.              | "Kore wa Kitto" (tiếng Nhật: これはきっと)                                                          | Yokoyama Masaru  | 1:40       |
| 16.              | "Ame no Nioi ga Suru" (tiếng Nhật: 雨の匂いがする)                                                  | Yokoyama Masaru  | 2:20       |
| 17.              | "Colorful ni Irozuite Yuku" (tiếng Nhật: カラフルに色付いてゆく)                                    | Yokoyama Masaru  | 2:23       |
| 18.              | "Hoshi wa Yoru Kagayakunda ze" (tiếng Nhật: 星は夜輝くんだぜ)                                       | Yokoyama Masaru  | 2:05       |
| 19.              | "Modottekita Nichijou" (tiếng Nhật: 戻ってきた日常)                                                 | Yokoyama Masaru  | 1:49       |
| 20.              | "Anata no Shokuba" (tiếng Nhật: あなたの職場)                                                       | Yokoyama Masaru  | 2:09       |
| 21.              | "Senobi ~Nemureru Mori no Bijo no “Adagio”" (tiếng Nhật: せのび ～眠れる森の美女の“アダージョ” )    | ENA              | 5:22       |
| 22.              | "Shigatsu no Aru Hi" (tiếng Nhật: 四月のある日)                                                     | Yokoyama Masaru  | 1:58       |
| 23.              | "Jikan Nanka Tomareba ii noni" (tiếng Nhật: 時間なんか止まればいいのに)                             |                  |            |
| 24.              | "Watashitachi Saikyou da mon" (tiếng Nhật: 私達最強だもん)                                          | Yokoyama Masaru  | 1:54       |
| 25.              | "Isshou ni Ikou ze" (tiếng Nhật: 一緒に行こうぜ)                                                    | Yokoyama Masaru  | 1:42       |
| 26.              | "Ringo Ame"                                                                                         | Yokoyama Masaru  | 2:00       |
| 27.              | "Watashitachi wa Sou Yatte Ikite Iku Jinshu na no" (tiếng Nhật: 私達はそうやって生きていく人種なの) | Yokoyama Masaru  | 2:20       |
| 28.              | "Jibun Rashiku" (tiếng Nhật: 自分らしく)                                                            | Yokoyama Masaru  | 1:58       |
| 29.              | "Yuujin A" (tiếng Nhật: 友人A)                                                                      | Yokoyama Masaru  | 2:56       |
| 30.              | "Uso to Honto ~Piano Solo~" (tiếng Nhật: ウソとホント ～Piano Solo)                                 | Yokoyama Masaru  | 2:45       |
| 31.              | "Watashi no Uso" (tiếng Nhật: 私の嘘)                                                               | Yokoyama Masaru  | 2:51       |
| Tổng thời lượng: | Tổng thời lượng:                                                                                    | Tổng thời lượng: | 71:18      |

## Chủ đề
Chủ đề của loạt anime là cách vượt qua những thử thách trong cuộc sống thông qua âm nhạc. Trên trang The Outerhaven, Josh Piedra phân tích Tháng Tư là lời nói dối của em là một lát cắt cuộc sống được thể hiện xuyên suốt, đồng thời, phim có nhiều khía cạnh thay vì chỉ là câu chuyện chính của Kōsei, mỗi nhân vật đều có câu chuyện của riêng họ; điều này không chỉ xây dựng bối cảnh của họ bên cạnh làm họ trở nên dễ hiểu, mà câu chuyện của họ còn đan xen và ảnh hưởng đến câu chuyện chính. Ông cho rằng điểm trừ duy nhất mà bộ phim này thực sự mắc phải là nửa sau của 22 tập phim. Bộ phim đã làm rất tốt ở nửa đầu tập phim, tuy nhiên, nửa sau lại có phần lê thê. Mặc dù cần hiểu rằng tác phẩm cần phát triển nhân vật, nhưng vấn đề là phim dành quá nhiều thời gian để phát triển tuyến nhân vật của mình đến mức một số điểm của cốt truyện hoặc các nhân vật bị bỏ dở trong một, hai tập buộc người xem tự hỏi điều gì đã xảy ra với họ. Một tập phim có thể kết thúc với một chút gay cấn và sau đó tập tiếp theo sẽ bắt đầu với một đoạn hồi tưởng dường như không liên quan đến kết thúc của tập trước, nhưng sau đó lại được gắn vào hoặc giải thích. Điều này trở nên kỳ lạ từ quan điểm về nhịp độ, một số yếu tố của câu chuyện có thể được sắp xếp tốt hơn một chút, tuy nhiên, lối kể chuyện của phim vẫn được hoàn thiện theo khía cạnh nào đó. Đây là là kiểu kể chuyện mà người xem có thể phải quay lại nhằm xem đoạn kết của tập trước chỉ để đảm bảo rằng họ không bỏ lỡ điều gì.
Cái gọi là "tự sự" trong phim theo trang web thông tin trò chơi Bahamut là một cách diễn giải cô đọng về cuộc sống, giống như kể một câu chuyện, hùng hồn và nhẹ nhàng, nhưng cuộc đời có những thăng trầm, và khi nói đến những điều thú vị, đó là một cuộc nói chuyện đầy cảm xúc và nhanh chóng, có vui tươi hớn hở như một đứa trẻ mới lớn, có tiết tấu nhảy nhót như nhón gót, cuộc đời cũng sẽ gặp những muộn phiền nặng trĩu hay hờn giận, cuối cùng chọn giải phóng hết tâm huyết và sức lực để vẽ nên một đoạn kết cho câu chuyện cuộc đời. Trang nhận xét rằng nếu không có Kaori, Kōsei sẽ không trở lại sân khấu, đồng hành cùng cô với tư cách là một "người biểu diễn kỳ lạ", anh cũng sẽ không nhận ra rằng những gì mẹ anh để lại cho anh năm xưa là tình yêu thương chứ không phải sự sợ hãi và hận thù. Ngoài ra, từ tiêu đề của tập 21 cho đến tiêu đề của tập 22, vẻ đẹp của Kaori trong tuyết đã tan biến, cô đã biến thành một cơn gió xuân thổi vào trái tim của Kōsei.
Kern của The Demented Ferrets cho rằng tình yêu gia đình, tình yêu lãng mạn, niềm đam mê, sở thích, tình yêu cuộc sống, tình yêu bất chấp tổn thương và khó khăn, tình yêu bất chấp đau buồn và tình yêu gắn bó chặt chẽ ngay cả khi buông bỏ quá khứ đều là những chủ đề được thể hiện tốt ở bộ phim. Anh nhận xét Tháng Tư là lời nói dối của em sử dụng âm nhạc như một cách để kết nối các nhân vật, đồng thời cho người xem thấy rõ hơn họ thực sự là ai thay vì để một nhân vật chỉ đơn giản là đi trên những dòng chữ dài và cồng kềnh; âm nhạc trở thành tấm gương soi thể hiện bên ngoài những chiếc mặt nạ được xây dựng cẩn thận của các nhân vật. Bên cạnh đó, chu kỳ tổn thương là một vòng luẩn quẩn trong phim; khi được xử lý kém, điều này có thể trở nên độc đoán. Người hâm mộ thường sẽ mong đợi những gì tốt hơn ở nhân vật chính, đồng thời muốn nghe những câu chuyện về chiến thắng; nhưng ở khía cạnh nào đó, bộ phim là câu chuyện về thua nhiều hơn thắng. Nhiều lần trong bộ phim, Kōsei rơi vào trạng thái tinh thần tồi tệ của chính mình, các phân cảnh này rất dễ làm người xem cảm thấy nhàm chán hoặc đánh mất thiện cảm đối với anh, một phần lớn trong số đó bắt nguồn từ những cuộc độc thoại nội tâm liên tục của Kōsei. Cuối cùng, Kern kết luận có rất nhiều sai sót với tác phẩm, mặc dù vậy, điều đó không làm giảm đi việc Tháng Tư là lời nói dối của em là một trong những anime chính kịch hay nhất.

## Quảng bá
Lần đầu tiên, Aikawa ứng cử vai trò quảng bá là khoảng 10 tháng sau khi ông chuyển sang Bộ phận Quảng bá Nhóm Sản xuất và Kế hoạch Aniplex. Kể từ khi ông chuyển đến, ông đã nói chuyện với Suzuki, một nhà sản xuất quảng bá khác của tác phẩm. Sau đó, ông được giao phụ trách quảng bá bộ phim cùng với Suzuki. Tháng Tư là lời nói dối của em là một tác phẩm có nhiều yếu tố "tuổi trẻ" và "âm nhạc", ông đã lo ngại rằng sẽ không thể hiên được "âm nhạc" là một yếu tố quan trọng đối với tác phẩm, nhưng sẽ thật vô nghĩa nếu bộ phim chỉ được coi là "anime âm nhạc". Vì vậy, ông đã thực hiện một quảng cáo nhằm đẩy mạnh sức hấp dẫn khác của tác phẩm là "tuổi trẻ". Với sự hợp tác của Fuji TV, đội ngũ sản xuất đã chạy quảng cáo trên truyền hình mỗi tuần trong khoảng ba tháng trước khi phát sóng. Ông không nghĩ rằng có một tiền lệ cho điều này đối với các tác phẩm khác, bởi cùng rất nhiều tựa game NoitaminA, đó là một cuộc chiến để giành được quyền quảng cáo.
Vào ngày 21 tháng 3 năm 2014, tin tức về việc chuyển thể anime ấn phẩm Lời nói dối tháng Tư, áp phích và trailer đầu tiên cùng danh sách nhân viên sản xuất chính đã được công bố tại "buổi họp báo đội hình noitaminA 2014", trang web chính thức của bộ phim cũng ra mắt trong cùng ngày. Vào ngày 6 tháng 6, đơn vị phân phối phim thông báo Sakata Tomoki và Yūna Shinohara sẽ đảm nhận vai trò nghệ sĩ mẫu của Kōsei và Kaori. Vào ngày 17 tháng 7, trailer thứ hai bên cạnh danh sách các diễn viên lồng tiếng đã chính thức công bố. Vào ngày 9 tháng 8 năm 2014, trang web của tác phẩm đăng tải thông tin Goose House sẽ viết bài hát chủ đề mở đầu. Vào ngày 5 tháng 9, trang web chính thức thông báo rằng wacci sẽ thể hiện bài hát chủ đề kết thúc. Vào ngày 17 tháng 9, phim ấn định thời gian ra mắt ngày 9 tháng 10. Vào ngày 28 tháng 9, trang web của phim công bố áp phich thứ ba. Vào ngày 6 tháng 1 năm 2015, Aniplex thông báo nhân vật mới Nagi trong nửa sau sẽ do Kayano Ai lồng tiếng.
Vào ngày 14 tháng 8 năm 2014, sự kiện hợp tác "Shigatsu wa Kimi no Uso × Goose House" đã diễn ra cùng bản xem trước phát hành với các bài hát thể hiện bỏi Goose House được chọn làm nhạc phim. Đoạn giới thiệu đầu tiên ra mắt vào ngày 14 tháng 8 với bài hát "Zenryoku Shounen", bên cạnh đoạn giới thiệu thứ hai phát hành vào ngày 11 tháng 9 với ca khúc "Uroko". Từ ngày 17 tháng 9, để kỷ niệm loạt anime, triển lãm hợp tác Tháng Tư là lời nói dối của em và Thất hình đại tội – "Tháng tư là tội lỗi chết người của cậu" đã tổ chức tại các hiệu sách ở các khu vực cụ thể thuộc Nhật Bản. Vào ngày 30 tháng 9, đơn vị phân phối phim thông báo tác phẩm sẽ hợp tác thương mại với tuyến đường sắt Seibu nhằm sử dụng xe điện để quảng bá từ ngày 1 tháng 10. Vào ngày 19 tháng 10, các hoạt động liên quan đến bộ phim đã được tổ chức tại Lễ hội Hoạt hoạt Nerima. Vào đầu tháng 11, bộ phim cùng Tam giác Cao đẳng Ekoda gồm ba trường đại học ở Quận Nerima (Khoa Nghệ thuật Đại học Nihon, Đại học Musashino và Đại học Âm nhạc Musashino) đã tổ chức một sự kiện hợp tác lễ hội trường học. Cuối tháng 12, Tháng Tư là lời nói dối của em ký kết thỏa thuận hợp tác với Ezaki Glico và Coca-Cola Nhật Bản nhằm quảng bá xe điện tập đoàn đường sắt Seibu.

## Phát hành

### Truyền hình và trực tuyến
Vào ngày 28 tháng 9 năm 2014, trang web chính thức của anime truyền hình thông báo phim sẽ ra mắt trên kênh NoitaminA của Fuji TV vào ngày 10 tháng 10 lúc 1h15 sáng. Một buổi chiếu trước hai tập đầu tiên của anime đã tổ chức tại United Cinema Toyosu ở tỉnh Tokyo trong cùng ngày, sự kiện tiết lộ anime sẽ phát hành trong hai nửa, đồng thời chuyển thể manga cho đến chương cuối cùng. Tokyo MX phát sóng lại tác phẩm mỗi thứ Hai từ ngày 4 tháng 11 năm 2019 vào lúc 19h30. GYAO! là nền tảng phát trực tuyến duy nhất của phim tại Nhật Bản sau khi ra mắt cùng thời điểm phát sóng lại.
Aniplex of America nắm giữ bản quyền phim tại Bắc Mỹ, ra mắt thông qua nền tảng Hulu và Crunchyroll. Việc phát hành phim ở Úc và New Zealand do Madman Entertainment đảm nhận, đồng thời, phát trực tuyến tác phẩm trên AnimeLab. Plus Media Networks Asia mua bản quyền, phát hành phim tại Hàn Quốc trên ANIPLUS TV bên cạnh LAFTEL. Bahamut Anime Crazy, myTV SUPER, kênh truyền hình TVB Jade lên sóng Tháng Tư là lời nói dối của em tại Đài Loan, Hồng Kông thông qua quyền phân phối của Medialink. Aniplex trực tiếp ra mắt tác phẩm trên nền tảng bilibili tại Trung Quốc đại lục. Phim ra mắt trên nền tảng POPS và DANET tại Việt Nam, TrueID tại Thái Lan, đối với các quốc gia khác thuộc khu vực Đông Nam Á, bilbili là đơn vị phát hành thông qua bản quyền thuộc sở hữu của Medialink.

### Băng đĩa tại gia
Aniplex đã phát hành phiên bản DVD và Blu-ray của tác phẩm gồm chín tập, với tập đầu tiên ra mắt vào ngày 25 tháng 2 năm 2015, và tập cuối cùng phát hành vào ngày 28 tháng 10 năm 2015. Mỗi bộ bao gồm quà tặng kèm như đĩa CD, bình luận âm thanh, áo khoác, hộp ba mặt cũng như nhãn dán hộp đựng đàn violin. Vào năm 2020, Aniplex đã biên soạn chín tập và tập OVA thành một bộ hộp hoàn chỉnh, lên lịch phát hành vào ngày 1 tháng 4 cùng năm. Ấn bản ngoài bình luận âm thanh và áo khoác, còn bổ sung tập sách đặc biệt bên cạnh bộ sưu tập OP/ED, PV/CM. Để kỷ niệm việc phát hành bộ hộp hoàn chỉnh, một sự kiện đặc biệt đã được tổ chức dành cho những khách hàng đặt trước vào ngày 18 tháng 4 năm 2020 tại Jijitsushinhoru.
Trong quá trình phát hành tại thị trường quốc tế, đĩa phim được biên soạn thành 2 tập, với tập đầu tiên là nửa đầu của Tháng Tư là lời nói dối của em bên cạnh tập tiếp theo nằm ở nửa sau cùng các phần quà đính kèm gồm bài hát chủ đề mở đầu và kết thúc có lời, bình luận âm thanh. Tại Bắc Mỹ, ấn bản phát hành chính thức vào ngày 29 tháng 3 năm 2016 (tập 1) và ngày 31 tháng 5 năm 2016 (tập 2). Vào ngày 9 tháng 10 năm 2020, Aniplex of America thông báo bộ đĩa Blu-ray hoàn chỉnh của tác phẩm sẽ ra mắt ngày 22 tháng 12 cùng năm tại "xứ cờ hoa", kèm theo mười ba thẻ minh họa có thể sưu tập, chủ đề mở đầu và kết thúc không lời, bình luận âm thanh của diễn viên tiếng Anh và đạo diễn, phân cảnh lỗi tiếng Anh cũng như trailer tiếng Anh. Madman Entertainment sở hữu quyền phát hành băng đĩa tại gia bộ phim tại Úc và New Zealand, cùng tập đầu tiên vào ngày 6 tháng 7 năm 2016, bên cạnh tập thứ hai vào ngày 3 tháng 8. Anime Limited lên lịch ra mắt ấn bản tại quần đảo Anh lần lượt vào ngày 14 tháng 11 năm 2016 đối với tập một và ngày 8 tháng 5 năm 2017 đối với tập tiếp theo.

## Đón nhận

### Thương mại
Trong quá trình phát hành, đơn vị sản xuất tác phẩm đặt mục tiêu "làm cho gói DVD hoặc Blu-ray trở nên phổ biến đến mức khách hàng sẽ thích nó". Các tập tổng hợp Blu-ray Tháng Tư là lời nói dối của em thường xuyên xếp hạng trong nhóm dẫn đầu trên bảng xếp hạng doanh thu BD hàng tuần của Oricon, tập một xếp thứ năm, tập hai xếp thứ sáu, tập ba xếp thứ mười hai, tập bốn xếp thứ mười, tập năm xếp thứ tám, tập sáu xếp thứ tư, tập bảy xếp thứ chín, tập tám xếp thứ hai, bên cạnh tập chín xếp thứ năm.
Mặc dù vậy, vị trí xếp hạng của đĩa DVD thấp hơn so với đĩa BD trên Oricon, tập một xếp thứ sáu, tập hai xếp thứ mười hai, tập ba và tập năm xếp thứ mười bốn, tập bốn xếp thứ mười, tập sáu ở vị trí thứ mười năm, tập bảy ở vị trí thứ hai mươi, tập tám ở vị trí thứ mười bốn, và tập chín ở vị trí thứ mười một. Trong bảng xếp hạng doanh số bán đĩa Blu-ray, DVD năm 2015 của Oricon, Tháng Tư là lời nói dối của em xếp thứ 15, với tổng số 96.539 bản đã bán ra.
Trên bảng xếp hạng Billboard Nhật Bản năm 2015, CD soundtrack tác phẩm "Shigatsu wa Kimi no Uso Boku to Kimi to no Ongakuchou" đã xuất hiện trong 43 tuần liên tiếp kể từ ngày phát hành, đạt vị trí số 1 trong năm. Ngoài ra, các chuyến lưu diễn hòa nhạc được tổ chức ở nhiều nơi khác nhau đã giành vị trị thứ nhất trên bảng xếp hạng hàng năm.

### Đánh giá chuyên môn
Không giống như manga, các nhà phê bình phần lớn khen ngợi anime chuyển thể. Trang Airi☆A LA MODE Remix gọi Tháng Tư là lời nói dối của em là "một kiệt tác chắc chắn sẽ đi vào lịch sử"; nhận xét điểm nổi bật của tác phẩm là cách Kōsei, Kaori và các đối thủ của họ phát triển lẫn nhau trong khi xung đột với nhau, cho rằng chủ đề buồn làm nền xuyên suốt bộ phim, nhưng phong cách tươi sáng độc đáo khiến phim trở thành một câu chuyện tuổi mới lớn đầy mới mẻ, kết luận đây là một tác phẩm xuất sắc của tác giả Arakawa Naoshi. Tờ Aka no madō sho cho rằng người xem sẽ cảm động trước diễn biến bất ngờ từ nửa sau bộ phim, đánh giá điểm nổi bật của tác phẩm là âm nhạc, chất lượng âm nhạc cao đến mức có thể khiến người xem nghĩ rằng mình đang nghe trực tiếp, cuối cùng, anh cho Tháng Tư là lời nói dối của em 10/10 điểm. Trang Kazenonatu ghét những câu chuyện về người chết một cách vô ích chỉ để làm người khác khóc nhưng Kaori là một ngoại lệ bởi cái chết của cô ấy là hoàn toàn cần thiết để xây dựng câu chuyện, mặc dù chỉ nhìn thấy cô ấy chết đã đủ đau đớn để xé nát người xem, nhưng dù vậy, cuộc gặp của cô và Kōsei, những lời cô ấy nói với anh, khung cảnh họ nhìn thấy, những điều họ cảm nhận, khoảng thời gian họ bên nhau, và chính sự tồn tại của Kaori không phải là điều vô ích.
Trên trang UNF Spinnaker, David Eckstein-Schoemann cho Tháng Tư là lời nói dối của em 5/5 cánh buồm, nhận xét điều khiến tác phẩm trở nên thú vị là mặc dù phim bao gồm nhiều tình tiết quen thuộc mà người xem đã xem nhiều lần, nhưng chúng được trình bày theo những cách độc đáo và đáng ngạc nhiên. Ngoài cốt truyện, hoạt họa là một trong những điểm xuất sắc nhất của phim, cốt truyện thú vị không chỉ được thể hiện đẹp mắt mà bộ anime còn làm rất xuất sắc việc khiến người xem có được những cảm xúc phù hợp vào đúng thời điểm. Clound. Lone Star trên trang TrueID đánh giá điều thú vị ở cốt truyện là phim ra mắt theo phong cách đời thường, cho phép người xem chú ý đến các chi tiết trong nội dung phim. Bầu không khí, vẻ đẹp của bức tranh, đồ họa nhân vật và nhạc phim tác phẩm mang lại cảm giác lãng mạn như "trái tim gần như nổ tung khỏi lồng ngực trái"; còn phân cảnh kịch tính thì "cực kỳ bạo lực và đau thương như thể ai đó đâm một con dao vào ngực phải và xuyên qua trái tim ở ngực trái". Nick Creamer của Anime News Network chỉ trích sự lặp lại và lạc đề ở nửa sau của phim, cho rằng sự hài hước trong tác phẩm chỉ đơn giản là tệ hại - sự hài hước lặp đi lặp lại bên cạnh những khuôn mặt ngớ ngẩn. Allen Moody từ THEM Anime Reviews nhận xét một vấn đề khác đối với bộ phim là cái kết ảnh hưởng đến tam giác lãng mạn — Kōsei yêu Kaori, nhưng Tsubaki yêu Kōsei, sẽ có những lựa chọn chắc chắn được đưa ra ở cuối phim hay tác phẩm sẽ chỉ kết thúc với sự lập lờ, và người xem sẽ tự hỏi liệu họ có thực sự thích kiểu kết thúc không xác định.

### Giải thưởng
| Năm  | Giải thưởng                       | Hạng mục          | Người nhận                     | Kết quả   | T.k     |
| ---- | --------------------------------- | ----------------- | ------------------------------ | --------- | ------- |
| 2015 | Giải thưởng Anime Trending        | Cặp đôi của năm   | Kōsei x Kaori                  | Đoạt giải | [ 101 ] |
| 2016 | Giải thưởng Sugoi Nhật Bản        | Anime truyền hình | Tháng Tư là lời nói dối của em | Đoạt giải | [ 102 ] |
| 2016 | Liên hoan Giải thưởng Anime Tokyo | Sê-ri truyền hình | Tháng Tư là lời nói dối của em | Đề cử     | [ 103 ] |